# Henri Selmer
Pour les articles homonymes, voir Selmer.
Henri Chéry Selmer (né le 20 octobre 1858 à Mézières et décédé le 29 juillet 1941 à Paris 18e) est un clarinettiste et facteur de clarinettes et d'instruments de musique français, fondateur de la maison Henri Selmer Paris.

## Biographie
Henri Selmer est un des fils du célèbre clarinettiste Charles Frédéric Selmer, qui l'initiera à la clarinette et d'Anne Lambert. Il a 15 frères et sœurs.
En 1880, il obtient un deuxième prix de clarinette du conservatoire de Paris (2e accessit en 1877, 1er accessit en 1879) dans la classe de Cyrille Rose.
Il est clarinettiste à l'orchestre de l'Opéra-Comique à Paris et à la musique de la Garde républicaine.
Henri épouse Amélie Georgette  Ortholf en 1883.
Il commence à faire profession de fabricant d'anches et de becs de clarinette en 1885 dans un atelier à Montmartre. Les bases de la maison H. Selmer à Paris sont fondées.
Il habite au 8 place Dancourt à Paris au décès de son beau-père le 08 mai 1890.

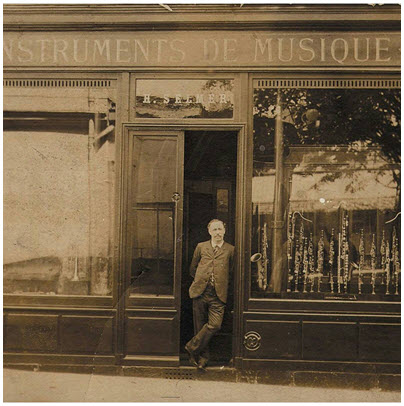
Atelier Henri Selmer Paris, 4 Place Dancourt, Paris (ca 1910).

Dès 1898, Henri Selmer entreprend, avec le concours d'un ouvrier, la fabrication de clarinettes et installe son atelier au 4 place Dancourt, Paris.
Il dépose le logotype H Selmer à Paris en 1900: « Marque nominative dans un ovale en pointillé : « H SELMER / À / PARIS », surmonté d’une lyre. En-dessous, le symbole « $ ». « Destinée à des instruments de musique, leurs pièces détachées et accessoires » (à appliquer de toute manière appropriée, à plat, en creux ou en relief ; peut varier de dimensions et de couleurs) ». Henri Selmer obtient une médaille de bronze à l’exposition universelle de Paris.
En 1904, il présente ses clarinettes Selmer à l'exposition Universelle de Saint Louis (États-Unis) où elles obtiennent une médaille d’or. Son frère Alexandre Selmer est alors clarinette solo, depuis deux ans, à l'Orchestre symphonique de Cincinnati. De plus, dès 1903, Alexandre représente les clarinettes Selmer produites par Henri en France, ce qui contribuera fortement à l’essor de la marque aux États-Unis.

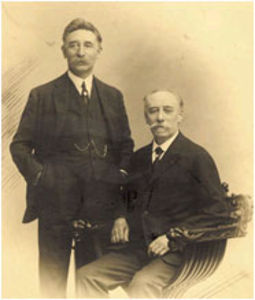
Henri et Alexandre Selmer, Paris.

En 1919, les frères Selmer installent une manufacture d'instruments à Mantes-la-Ville, où une main d'œuvre spécialisée en fabrication de bois est présente. Deux ans plus tard, ils fabriquent leur premier saxophone qui rencontre rapidement le succès. En 1929, les frères rachètent même les ateliers parisiens d’Adolphe Sax, l’inventeur du saxophone.
Il dépose des brevets :
- FR361932 : Bouchon à pompe pour bassons (22 novembre 1905)
- FR594045 (A) : Perfectionnement aux instruments à vent tels que clarinettes et flûtes (04 septembre 1925)

Les époux ont cinq enfants: Juliette, Frédéric et 3 autres enfants.
Henri décède en 1941 à l'âge de 82 ans à Paris 18e.